# Alexeï Antonov
Pour les articles homonymes, voir Antonov.
Alexeï Innokentievitch Antonov (en russe : Алексей Иннокентьевич Антонов) (né le 9 septembre 1896 et mort le 16 juin 1962) est un militaire soviétique et un chef militaire de la Seconde Guerre mondiale. Il fut le seul officier soviétique au grade de général à recevoir l'ordre de la Victoire.

## Biographie
Né à Grodno ou Hrodna, dans l'actuelle Biélorussie, Alexeï Antonov est le fils d'un officier d'artillerie de l'armée impériale russe. Après avoir fait ses études à l'Académie militaire Frounzé, il rejoint l'Armée rouge en 1921 durant la guerre civile russe.
En 1941, lors du déclenchement de l'opération Barbarossa, invasion de l'Union soviétique par l'Allemagne nazie, il commande le front sud-ouest et le front sud. Un an après, il devient chef adjoint de l'État-Major général des forces soviétiques et a pour tâche de servir de liaison entre les officiers soviétiques sur le terrain et le généralissime Joseph Staline.
Il est présent en 1945 aux conférences de Yalta et de Potsdam.

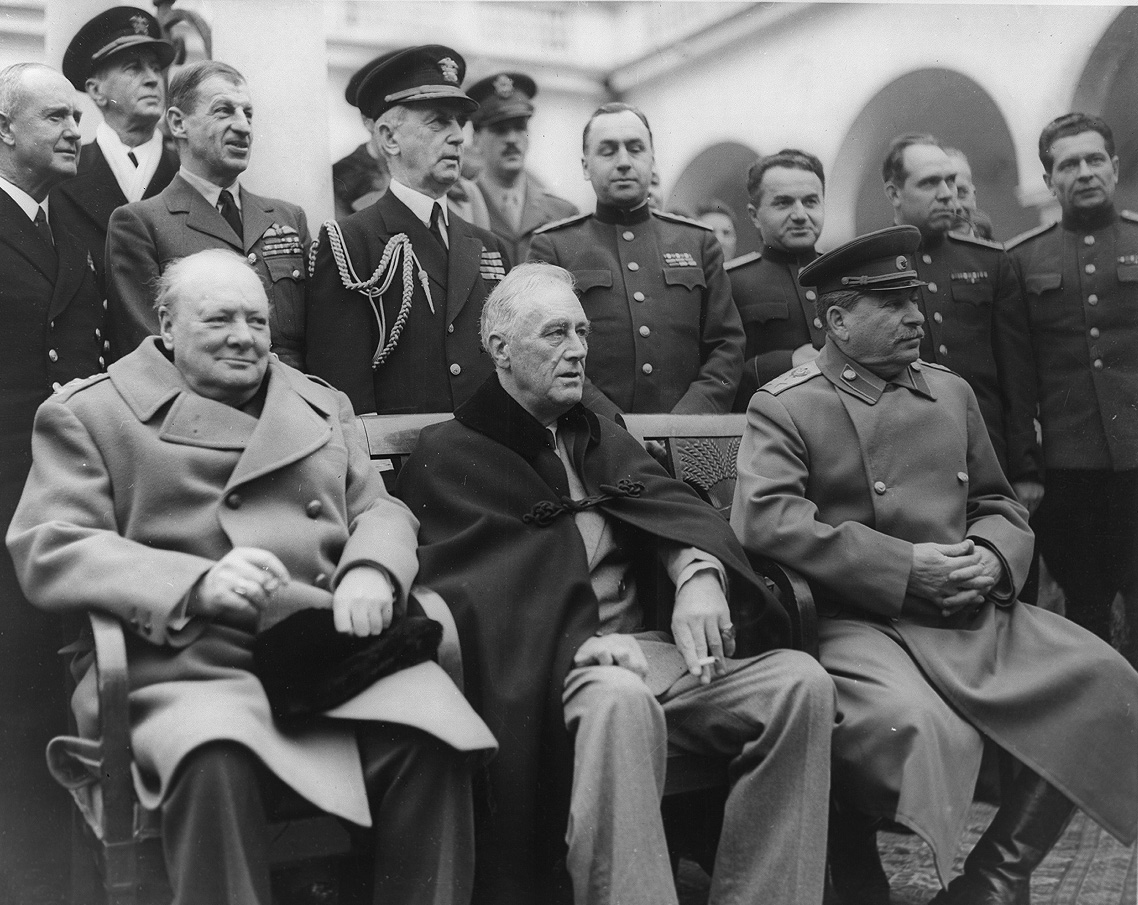
Antonov lors de la conférence de Yalta (debout, 4e en partant de la droite).

Après la guerre, il poursuit sa carrière militaire. En 1955, il est nommé chef d'état-major général adjoint des forces combinées du pacte de Varsovie. Il a épousé en 1956 la ballerine Olga Lepechinskaïa.
Il meurt en 1962. Il est inhumé dans la nécropole du mur du Kremlin.

## Dans la fiction
- 1949 : La Chute de Berlin, film de Mikhaïl Tchiaoureli, joué par Andrei Abrikossov.